# Potentilla tundricola
Potentilla tundricola är en rosväxtart som beskrevs av Soják. Potentilla tundricola ingår i Fingerörtssläktet som ingår i familjen rosväxter. Inga underarter finns listade i Catalogue of Life.